# Benthosema fibulatum
Benthosema fibulatum és una espècie de peix de la família dels mictòfids i de l'ordre dels mictofiformes.

## Morfologia
- Els mascles poden assolir 10 cm de longitud total.
- Nombre de vèrtebres: 31-32.[4][5]

## Depredadors
A Hawaii és depredat per Etelis carbunculus i Etelis coruscans, i al Japó per Trigonognathus kabeyai.

## Hàbitat
És un peix marí i d'aigües profundes que viu entre 0-2.000 m de fondària.

## Distribució geogràfica
Es troba a l'Índic i el Pacífic.